# Grönbröstad mango
Grönbröstad mango (Anthracothorax prevostii) är en fågel i familjen kolibrier med vid utbredning från Mexiko till Venezuela. Tillfälligt har den påträffats i USA. Beståndet anses vara livskraftigt.

## Kännetecken

### Utseende
Grönbröstad mango är en 11–12,5 cm lång kolibri. Hanen är mörk med karakteristiskt purpurfärgad stjärt. Strupen är sammetssvart kantat av smaragdgrönt. På bukens mitt är den djupt blågrön. På benen syns tydliga vita tofsar. Honan har sotfärgad stjärt och vit undersida med ett oregelbundet svart streck från strupe till buk.

### Läte
Arten är rätt tystlåten. Sången består av ett strävt "kazick-kazee" som vanligen upprepas snabbt tre till fyra gånger.

## Utbredning och systematik
Grönbröstad mango förekommer huvudsakligen i Centralamerika, från Mexiko till norra Colombia och Venezuela. Den delas in i fyra underarter med följande utbredning:
- Anthracothorax prevostii prevostii – förekommer från östra Mexiko till Guatemala, Belize och El Salvador
- Anthracothorax prevostii gracilirostris – förekommer från El Salvador och Honduras till centrala Costa Rica
- Anthracothorax prevostii hendersoni – förekommer på öarna San Andrés och Providencia i Karibiska havet
- Anthracothorax prevostii viridicordatus – förekommer i det allra nordöstligaste Colombia (La Guajira) och längs norra Venezuelas kust

Arten har tillfälligt påträffats i USA.

## Levnadssätt
Grönbröstad mango hittas i öppna gräs- eller buskrika områden med spridda större träd, framför allt nära vatten. Födan består av nektar, mestadels från blommande träd som Inga, Caesalpinia, Bauhinia, Erythrina eller Ceiba. Fågeln häckar mestadels under torrsäsongen, i Costa Rica mellan december och maj, i El Salvador i oktober och februari–mars och i norra Colombia i mars.

## Status och hot
Artens population har inte uppskattats och dess populationstrend är okänd, men utbredningsområdet är relativt stort. Internationella naturvårdsunionen IUCN anser inte att den är hotad och placerar den därför i kategorin livskraftig.

## Bilder

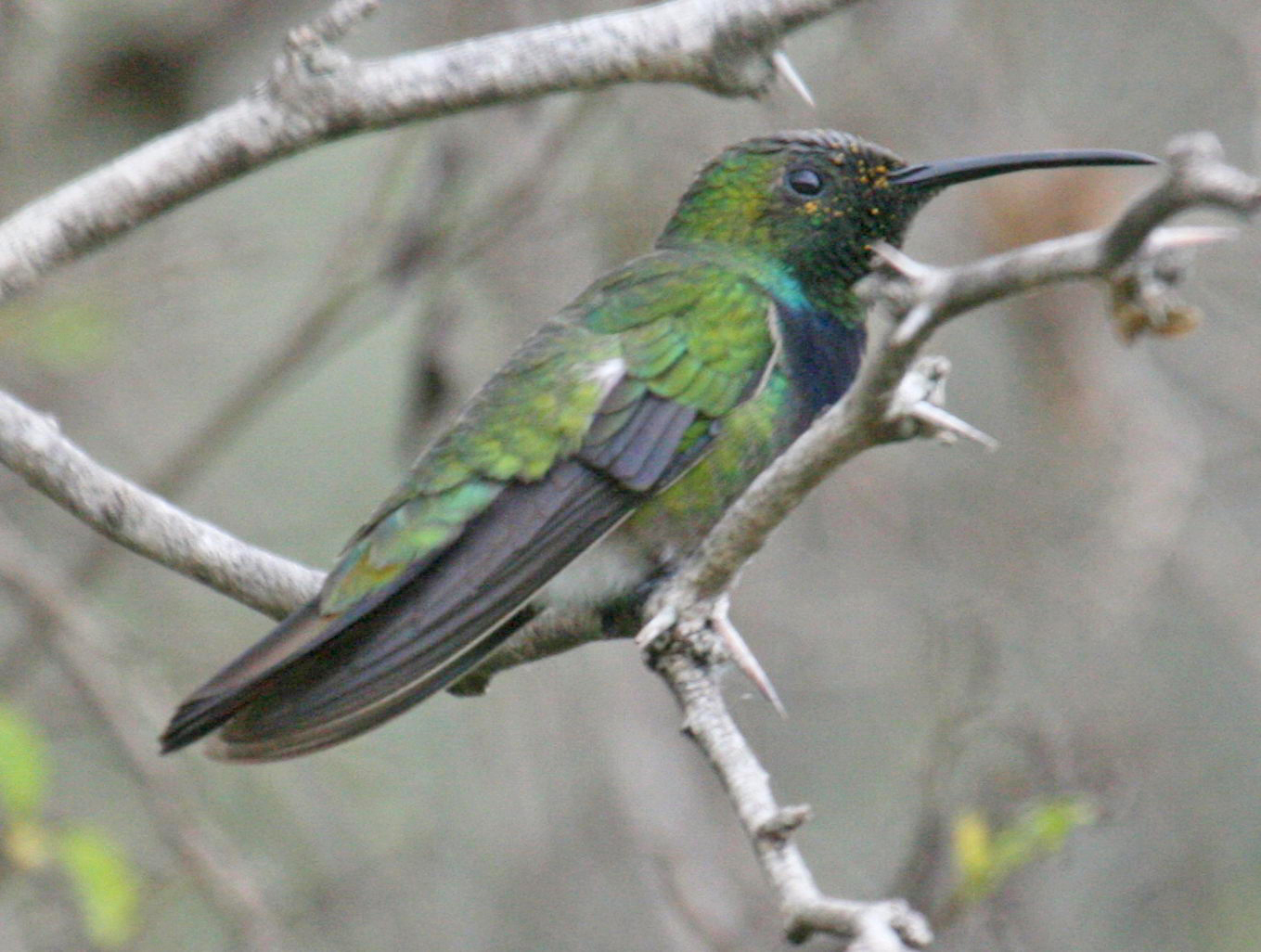
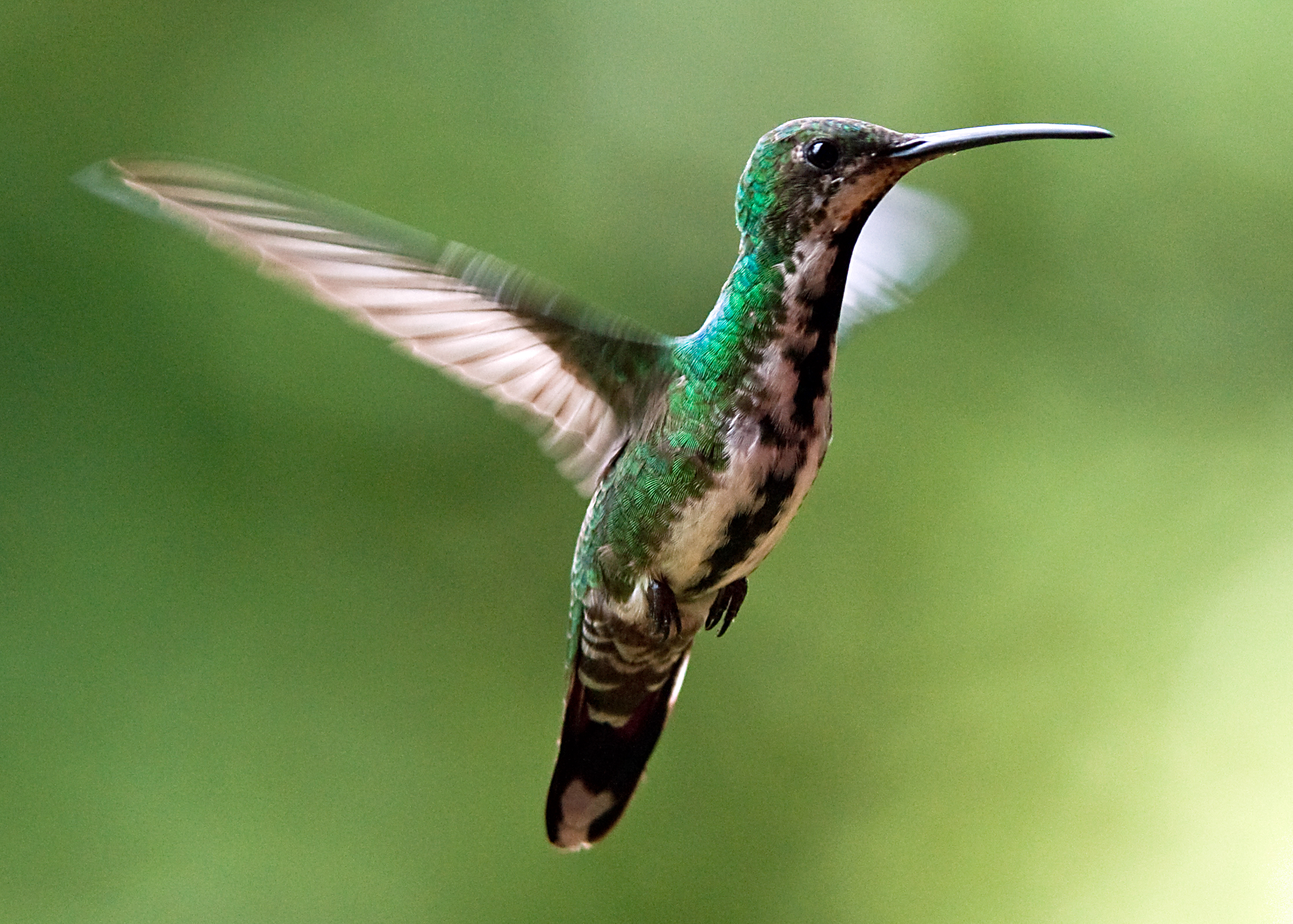
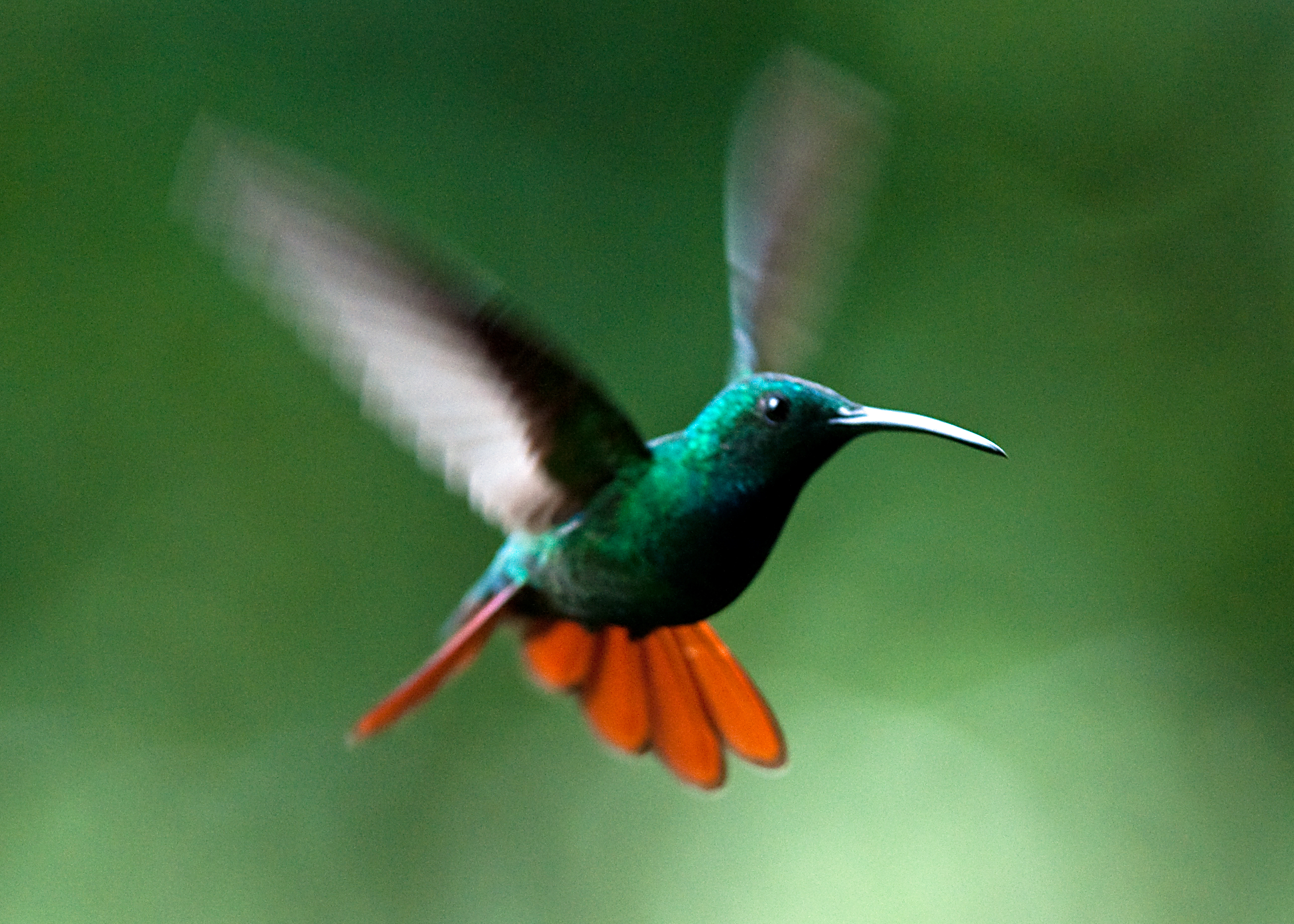
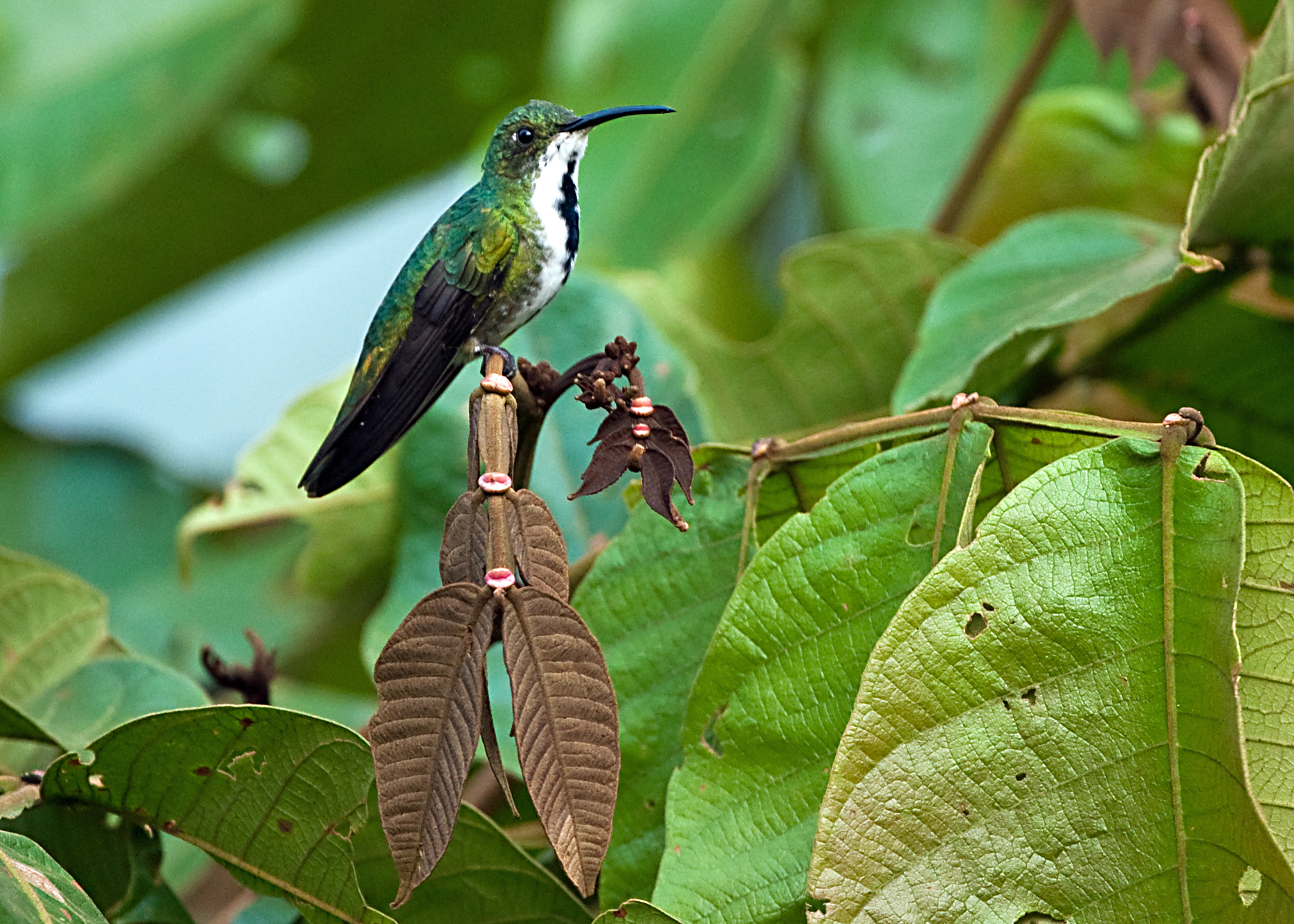